# اوکانی
اوکانی (به مجاری: Okány) یک منطقهٔ مسکونی در مجارستان است که در ناحیه شارکاد واقع شده‌است. اوکانی ۷۰٫۶۵ کیلومتر مربع مساحت و ۲٬۵۶۳ نفر جمعیت دارد.

## خواهرخوانده
شهر Bățanii Mari خواهرخواندهٔ اوکانی هست.